# Kruciáta (modlitba)
Kruciáta je soustředěné modlitební úsilí vícero lidí za jedním cílem. Může nabývat rozmanitých forem, obecně lze říci, že se obvykle vyhlašuje za nějakým konkrétním účinkem spolu s podmínkami, které musí účastník splnit: obvykle jde o nějaké povinné modlitby, případně i půst, účast na mši či evangelizační práci. 
Příkladem může být „kruciáta za záchranu nenarozených dětí“, kterou organizují české pro-life organizace, (fakticky jde o českou část kruciáty započaté v roce 1980 v Polsku a v roce 2007 rozšířené na celý svět) či „kruciáta osvobození člověka“, která je v České republice, Polsku a Slovensku organizována Hnutím Světlo-Život a má za cíl zbavení se všech závislostí.